# Arengario (Monza)

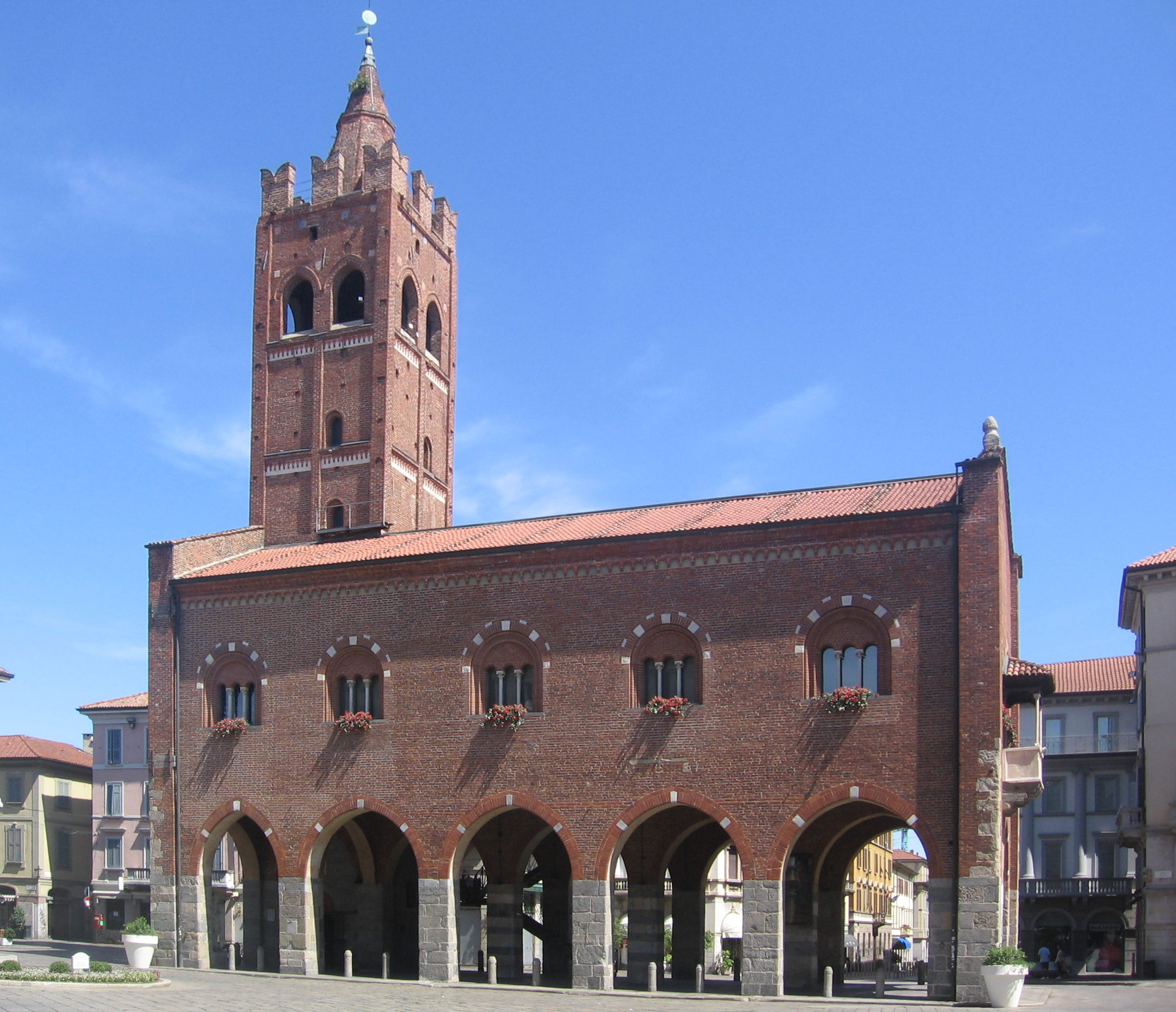
Monza – Arengario, Westseite

Das Arengario („Stadthaus“), manchmal auch Broletto genannte Bauwerk in der oberitalienischen Stadt Monza ist der bedeutendste mittelalterliche Profanbau der Stadt. Das nach allen Seiten offene Erdgeschoss diente als Markthalle und öffentlicher Platz für Gerichtsverhandlungen; im geschlossenen Obergeschoss fanden Ratsversammlungen statt. Seine Architektur orientiert sich deutlich am Palazzo della Ragione in Mailand.

## Baugeschichte
Obwohl exakte Daten zur Baugeschichte fehlen, ist der Bau wegen seiner architektonischen Bezüge zum Mailänder Palazzo della Ragione in das 13. Jahrhundert zu datieren. Im Jahre 1330 erhielt die Südwand des Bauwerks einen überdachten Balkon (loggia), welcher volkstümlich la parlera genannt wurde, weil von ihm aus städtische Erlasse und öffentliche Bekanntmachungen verlesen wurden. Noch im selben Jahrhundert wurde der Bau um einen Glockenturm bereichert. Erst im Jahr 1904 wurde die ehemalige Außentreppe demontiert; der Zugang zum Obergeschoss erfolgte von da an über die Treppe im Turm.

## Architektur
Das Erdgeschoss besteht aus drei aus Hausteinen errichteten Pfeilerreihen, deren Bögen aus Ziegelstein gemauert sind; die in die Arkadenbögen eingefügten hellen Marmorsteine sorgen für optische Abwechslung. Ähnliches wiederholt sich in den Blendbögen der dreiteiligen, durch kleine Säulchen unterteilten Fenster im zur Gänze aus Ziegelstein gemauerten Obergeschoss, welches unterhalb der Dachtraufe mit einem kleinen Rundbogenfries abschließt. Während die Außenwände des Bauwerks ansonsten ungegliedert und flächig erscheinen, zeigt der ebenfalls aus Ziegelsteinen gemauerte Turm eine deutlich reichere Gestaltung mit Eck- und Mittellisenen sowie horizontalen Gesimsen, die durch helle Natursteinfriese zusätzlich betont werden. Oben schließt der Turm in einem Kranz aus Schwalbenschwanzzinnen ab; ein oktogonaler Spitzhelm bekrönt den Bau.

## Bilder

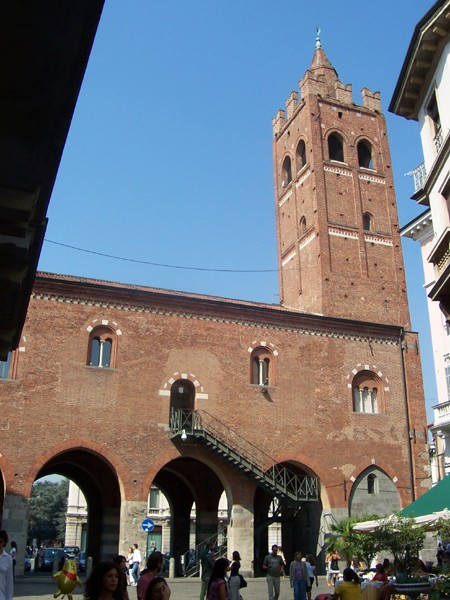
Ansicht von Osten
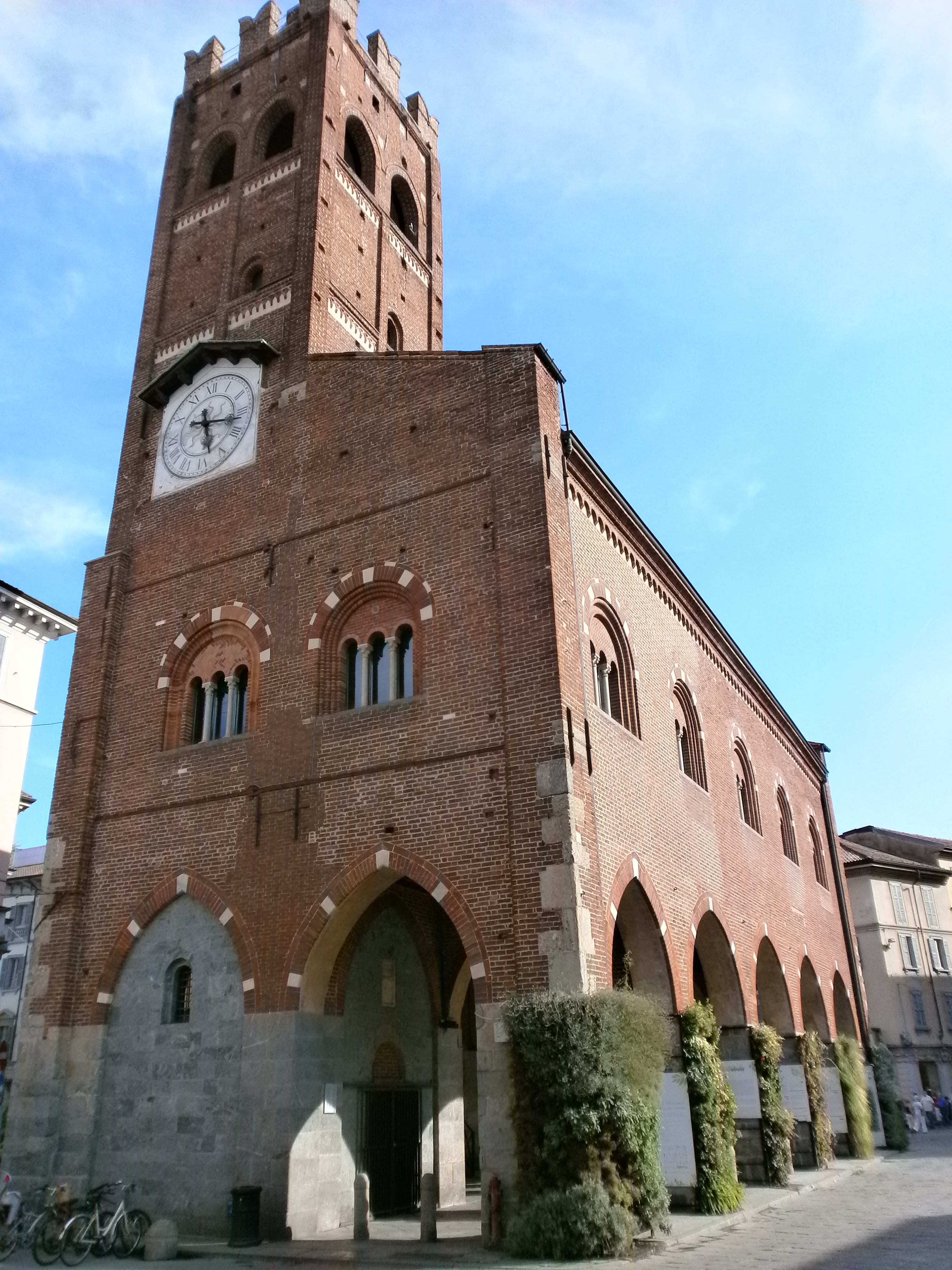
Ansicht von Norden
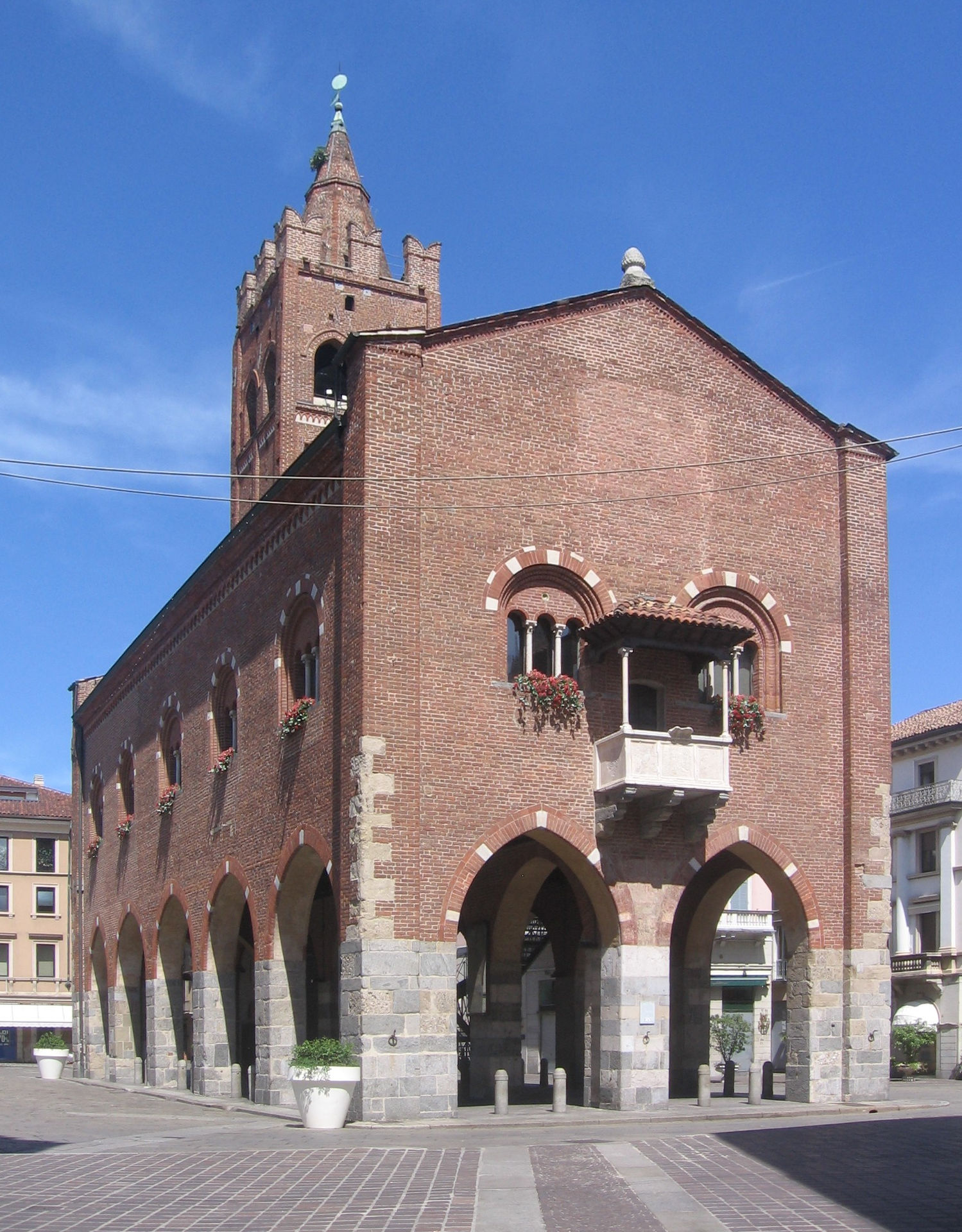
Ansicht von Süden